# ۸۵ (قمری)
۸۵ (قمری)، هشتاد و پنجمین سال در گاهشماری هجری قمری است. اول محرم این سال برابر با هجدهم ژانویه سال ۷۰۴ میلادی است.